# Michał Smolorz

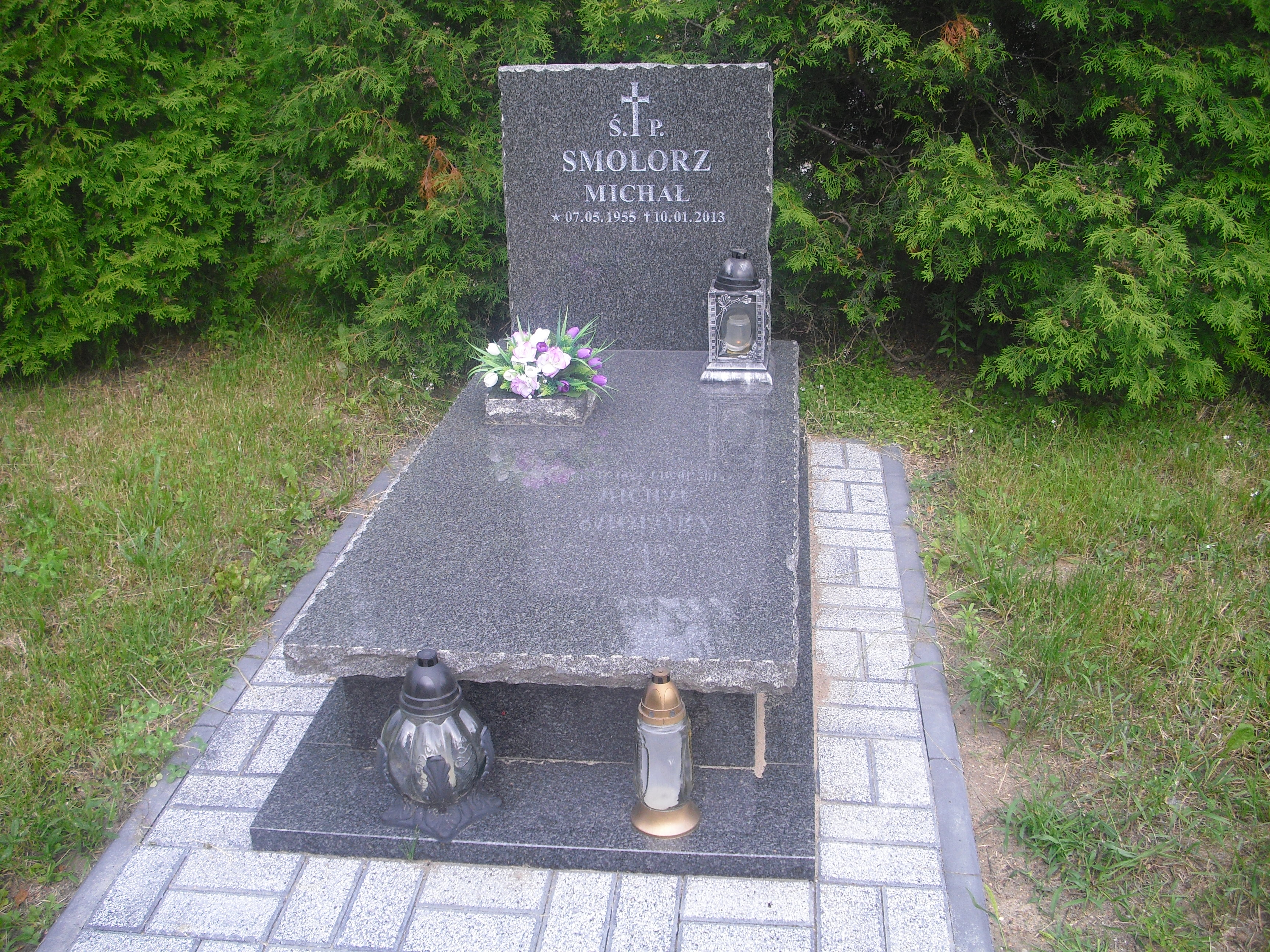
Grób Michała Smolorza na cmentarzu w Katowicach – Podlesiu

Michał Smolorz (ur. 7 maja 1955 w Szopienicach, zm. 10 stycznia 2013 w Katowicach) – polski dziennikarz, publicysta, reżyser, scenarzysta oraz producent telewizyjny i filmowy.

## Życiorys
Absolwent I Liceum Ogólnokształcącego im. M. Kopernika w Katowicach i Politechniki Śląskiej, doktor kulturoznawstwa Uniwersytetu Śląskiego. Od 1978 w Telewizji Polskiej, w stanie wojennym zwolniony po negatywnej weryfikacji politycznej. Pracował w wielu zawodach, m.in. jako kierowca autobusu, jednocześnie publikując w wydawnictwach podziemnych. W 1987 pod pseudonimem Stefan Szulecki wydał książkę pt. Cysorz, wspomnienia kamerdynera opisującą rządy I sekretarza KW PZPR w Katowicach Zdzisława Grudnia. Do TVP wrócił w 1989, był sekretarzem ds. programu, zastępcą redaktora naczelnego i dyrektorem ds. ekonomicznych.
W 1991 razem z Wojciechem Sarnowiczem założył prywatne studio „Antena Górnośląska”. Wyprodukował ponad 200 filmów i widowisk telewizyjnych, w tym serię programów pt. Wesoło, czyli smutno. Kazimierza Kutza rozmowy o Górnym Śląsku poświęconych górnośląskiej tożsamości.
W 2002 założył Komitet Wyborczy Wyborców Michała Smolorza i z jego listy bezskutecznie kandydował na prezydenta Katowic. Publikował m.in. w Dzienniku Zachodnim, Gazecie Wyborczej, Polityce.
W 2012 wydał książkę pt. „Śląsk wymyślony”.
Zmarł nad ranem 10 stycznia 2013. Przyczyną śmierci był zawał serca.